# Astrophorina
Astrophorina is een onderorde van sponsdieren uit de klasse van de Demospongiae (gewone sponzen). Astrophorina heette vroeger Astrophorida en werd geclassificeerd als een orde, maar wordt nu erkend als een onderorde van Tetractinellida

## Families
- Ancorinidae Schmidt, 1870
- Calthropellidae Lendenfeld, 1907
- Corallistidae Sollas, 1888
- Geodiidae Gray, 1867
- Isoraphiniidae Schrammen, 1924
- Macandrewiidae Schrammen, 1924
- Neopeltidae Sollas, 1888
- Pachastrellidae Carter, 1875
- Phymaraphiniidae Schrammen, 1924
- Phymatellidae Schrammen, 1910
- Pleromidae Sollas, 1888
- Theneidae Carter, 1883
- Theonellidae Lendenfeld, 1903
- Thoosidae Cockerell, 1925
- Thrombidae Sollas, 1888
- Vulcanellidae Cárdenas, Xavier, Reveillaud, Schander & Rapp, 2011